# 道の駅スタープラザ芦別

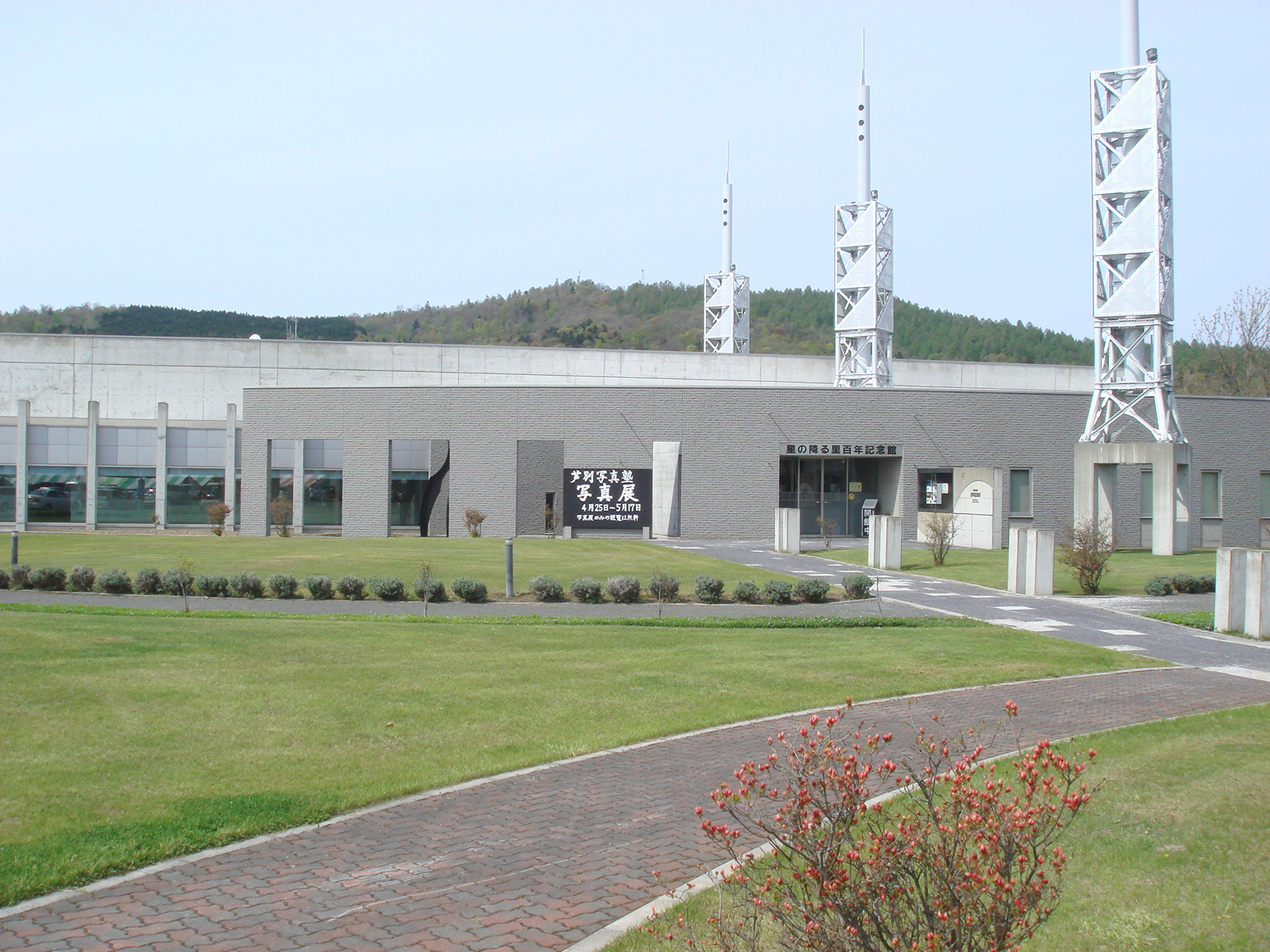
星の降る里百年記念館

道の駅スタープラザ芦別（みちのえき スタープラザあしべつ）は、北海道芦別市にある国道38号の道の駅である。

## 主な施設
- 駐車場
  - 普通車：114台
  - 大型車：12台
  - 身障者用 : 6台
- トイレ[1]
  - 男：大 7器（3器）、小 15器（8器）
  - 女：13器（7器）
  - 身障者用：3器（2器） ※オストメイト対応トイレ 1器（1器）

※（）内は24時間使用可能
- 公衆電話：3台
- 公衆FAX：1
- 売店（物産コーナー）9:00 - 19:00（5月 - 10月）、9:00 - 18:00（11月 - 4月）
- レストラン 11:00 - 19:00（5月 - 10月）、11:00 - 18:00（11月 - 4月）
- 星の降る里百年記念館（9:00 - 17:30、入館は17:00）
- 農産物直売所かあちゃん市（9:00 - 17:00）（4月 - 11月）
- 農産物直売所つばさ農園（9:00 - 17:00）（4月 - 11月）
- スキー場のたいやき屋さん（9:00 - 17:00）

## 休館日
- 年末年始（12月31日・1月1日）

## アクセス
- 国道38号 - 登録路線
- 国道452号

## 周辺
- 空知川
- 北海道大観音